# Edith de Wessex
Edith de Wessex (c. 1025 – 19 decembrie 1075) a fost regină consort a Angliei. Soțul ei a fost Eduard Confesorul, cu care s-a căsătorit la 23 ianuarie 1045. Spre deosebire de multe regine ale Angliei din secolele X și XI, ea a fost încoronată. Principala sursă despre viața ei este o lucrare pe care ea însăși a comandat-o, Vita Ædwardi Regis sau Viața regelui Eduard care se odihnește la Westminster, care este în mod inevitabil părtinitoare.

## Biografie
Edith a fost fiica lui Godwin, cel mai puternic conte din Anglia. Mama ei a fost Gytha sora unui conte danez, care era cumnatul lui Knut cel Mare. Inițial Edith a fost numită Gytha, însă a fost renumită Ealdgyth (sau Edith) când s-a căsătorit cu regele Eduard Confesorul. Frații ei au fost: Sweyn (c. 1020 – 1052), Harold (mai târziu Harold al II-lea) (c. 1022 – 1066), Tostig (c. 1026 - 1066), Gyrth (c. 1030 – 1066), Leofwine (c. 1035 – 1066) și Wulfnoth (c. 1040 – 1094). Edith a fost cea mai mare din cele trei fiice ale lui Godwin. Datele exacte de naștere ale copiilor lui Godwin sunt necunoscute, însă Sweyn a fost primul născut și Harold a fost al doilea. Harold avea în jur de 25 de ani în 1045, ceea ce duce la concluzia că s-a născut în jurul anului 1020.
Edith a fost o femeie educată, care vorbea mai multe limbi, aptitudini dobândite probabil la Wilton Abbey. Ea a rămas atașată de locul unde a fost educată și în anii următori reconstruit biserica. Nepoata ei, Gunhild de Wessex, a fost de asemenea educată la Wilton.
Edith și-a pierdut patru dintre frații ei într-un interval foarte scurt. Tostig a murit la 25 septembrie 1066 în timpul Bătăliei de la Stamford Bridge. Alți trei - Harold, Gyrth și Leofwine - toți au murit la 14 octombrie 1066, în timpul Bătăliei de la Hastings.

### Căsătorie și viața ca regină
Probabil Edith avea în jur de 25 de ani când s-a căsătorit. Din căsătorie nu au rezultat copii. Scriitori bisericești de mai târziu au susținut că acest lucru s-a întâmplat din cauza jurământului de celibat a lui Eduard sau pentru că a refuzat să consume căsătoria din cauza antipatiei lui față de familia lui Edith. Totuși această ipoteză a fost respinsă de către istoricii moderni.
În 1051 Godwin și fiii lui s-au certat cu Eduard și au fugit din țară. Edith a fost trimisă la o mănăstire de călugărițe, posibil pentru că ea nu avea copii și Eduard spera să divorțeze de ea. Când Godwinii s-au întors în forță în 1052, Edith a fost restabilită ca regină. În ultimii ani, ea a devenit unul dintre sfătuitorii apropiați ai lui Eduard.
Domesday Book ne arată că Edith era cea mai bogată femeie din Anglia, și a patra persoană cea mai bogată din regat, după rege, Stigand arhiepiscop de Canterbury și fratele ei Harold. Ea deținea domenii care îi aduceau între 1.570 și 2.000 £ pe an. După decesul lui Eduard la 4 ianuarie 1066, coroana a fost preluată de fratele lui Edith, Harold Godwinson. 
Edith a murit la Winchester la 18 decembrie 1075. A fost înmormântată lângă soțul ei la Westminster Abbey.